# Crymych

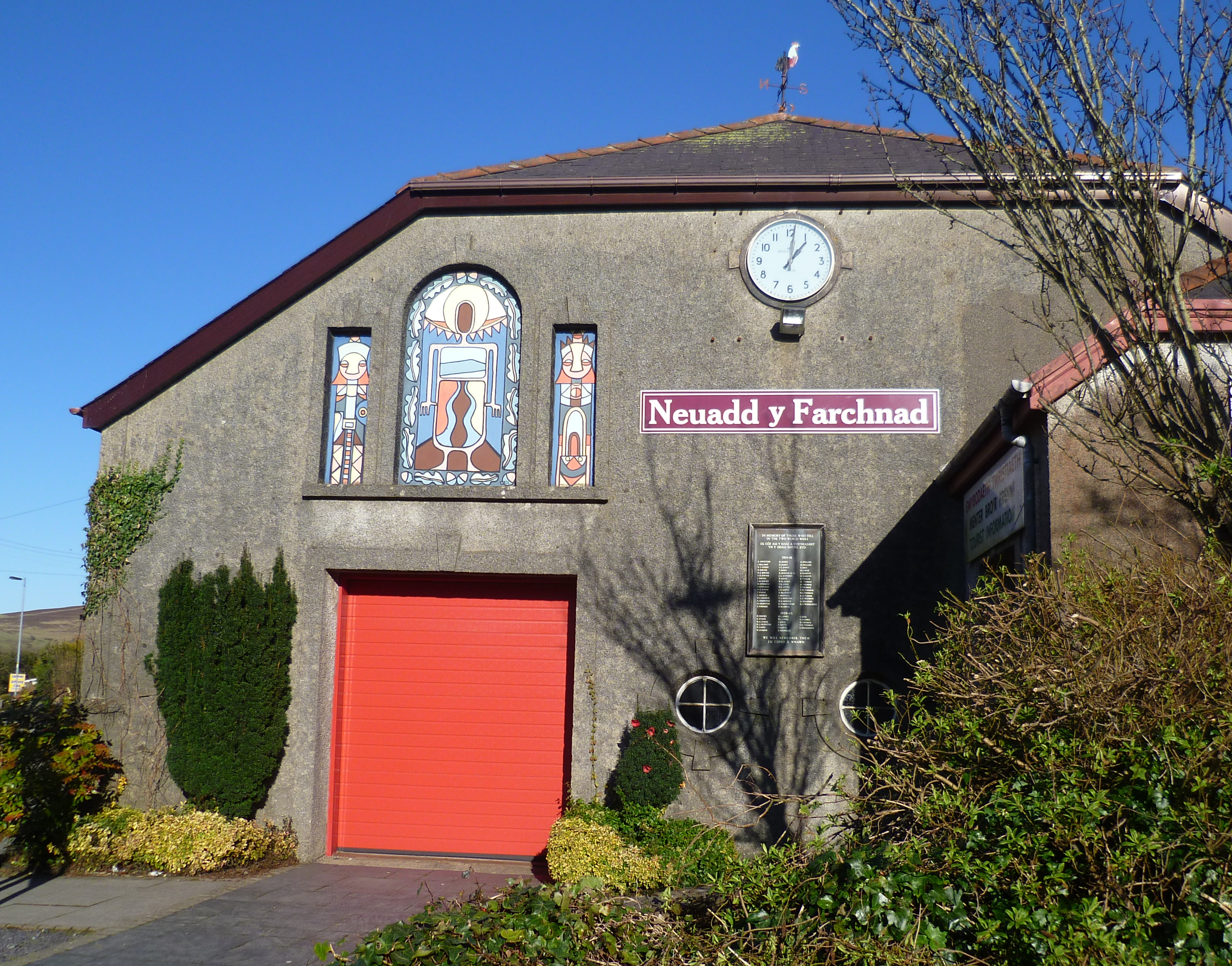
Il Crymych Market Hall

Cymrych è una comunità del Galles sud-occidentale, di circa 700 abitanti, facente parte della contea del Pembrokeshire e situata ai piedi delle Preseli Hills e lungo il corso del fiume Taf.
Un tempo rappresentava un'importante città di mercato per gli abitanti del nord del Pembrokeshire.

## Etimologia
Si ipotizza che il toponimo Crymych, menzionato per la prima volta nel 478 ed attestato anche come Crummuch e Crymyg, possa essere formato dai vocaboli gallesi crym e ych, che significano rispettivamente "rannicchiato" e "bue". Secondo un'altra ipotesi, significherebbe invece "corso d'acqua incurvato", con riferimento al fiume Taf.

## Geografia fisica

### Collocazione
Cymrych si trova nella parte nord-orientale della contea del Pembrokeshire, ad est delle Preseli Hills e tra le città di Cardigan e Narberth (rispettivamente a sud della prima e a nord della seconda).

## Società

### Evoluzione demografica
Al censimento del 2011, Cymrych contava una popolazione pari a 704 abitanti.

## Storia
L'area su cui sorge il villaggio è abitata sin dal Neolitico, come dimostrano alcune pietre risalenti a quell'epoca.
Crymych si è sviluppato soprattutto come villaggio dedito all'agricoltura: risale al 1909 la prima fiera agricola in loco.

## Archeologia
Nel villaggio è stato rinvenuto un monumento funerario risalente all'Età del Bronzo, dove pare sia sepolto un personaggio importante dell'epoca.

## Edifici e luoghi d'interesse
Tra i principali edifici di Crymych, figura l'Antioch Welsh Congregationalist Chapel, una cappella costruita nel 1845 in un terreno donato da un contadino locale.

## Sport
- Cymrych RFC, squadra di rugby

## Feste & eventi
- Frenni Food and Craft Festival, fiera annuale[2]